# Giovanni Papini
Pour les articles homonymes, voir Papini.
Giovanni Papini, né à Florence le 9 janvier 1881 et mort le 8 juillet 1956, est un écrivain italien. Son œuvre, à la tonalité satirique, continue d'être étudiée en Italie et en France, bien que sa personnalité soit controversée en raison de ses rapports avec le fascisme à partir de 1935.
Il est le grand-père de l'actrice Ilaria Occhini (1934-2019).

## Biographie
Fils de Luigi Papini, un artisan républicain et anticlérical qui avait combattu sous les ordres de Garibaldi, et d'Erminia Cardini, Giovanni se passionne dès l'enfance pour la lecture littéraire et scientifique, en particulier le positivisme, l'idéologie dominante de la fin du XIXe siècle. Il devient instituteur, et fonde en 1903 avec Giuseppe Prezzolini la revue Leonardo ; il contribue également à la revue Il Regno, dirigée par le nationaliste Enrico Corradini. Quatre ans plus tard, il publie Le crépuscule de la philosophie (Il crepuscolo dei filosofi), manifeste dans lequel Papini proclame la mort de la philosophie, et Le pilote aveugle (Il pilota cieco), un recueil de nouvelles. Toujours en 1907, en raison d'un désaccord avec les autres collaborateurs de la revue, la parution de Leonardo s'interrompt. C'est à cette époque que Papini épouse Giacinta Giovagnoli (1884-1967).
En 1911, il fonde avec Giovanni Amendola une nouvelle revue, L'Anima, qui ne paraît que jusqu'en 1913. Dans Le memorie d'Iddio, en 1912, Papini exprime avec violence son nihilisme et son rejet du christianisme ; il déclenche un scandale en laissant entendre que Jésus et l'apôtre Jean pourraient avoir entretenu une relation homosexuelle. La même année est publiée son autobiographie, Un homme fini (Un uomo finito), qui reste une des plus connues de ses œuvres. De 1913 à 1915, il dirige la revue Lacerba. Papini écrit également quelques recueils poétiques ; c'est sans doute en 1920 qu'il se convertit au catholicisme, et l'année suivante, sa Vie du Christ (Storia di Cristo) est un succès dans sa traduction en langue anglaise, The Life of the Christ.
La Vie du Christ fut le premier fruit de cette conversion, que suivirent le Dictionnaire de l'homme sauvage écrit en collaboration avec Domenico Giuliotti et comparable à l'Exegèse des lieux communs de Léon Bloy, un recueil de poèmes religieux Pain et vin, une vie de saint Augustin, la fulgurante satire contre la civilisation moderne qu'est Gog, et Dante vivant qui cherche à reconstruire, par delà le monument conventionnel que l'on admire par habitude, la figure humaine si complexe du grand poète.
Publié en 1931, Gog met en scène un vieillard richissime et nihiliste, collectionnant les hommes vivants. Ce personnage est réutilisé par les auteurs de la bande-dessinée La Brigade chimérique (2009-2010), qui convoquent différentes figures de super-héros et de super-vilains « primitifs » de la littérature fantastique d'avant-guerre.
Progressivement Papini se rapproche du fascisme à partir de 1935, tout en refusant une chaire de littérature italienne à l'Université de Bologne mais conserve une aversion pour le nazisme comme le 26 mars 1942, lorsqu'il prit la parole à la conférence de l'Union européenne des écrivains à Weimar, avec un discours sur l'importance des valeurs humanistes chrétiennes. En 1937, Il dédie le premier volume de son Histoire de la littérature italienne à Mussolini avec une dédicace ; « au Duce, ami de la poésie et des poètes ».
Depuis 1942, il était vice-président de La Société européenne des Écrivains. Lorsque celui-ci s'effondre, en 1943, Papini se réfugie dans un couvent franciscain à Verna. Après la Seconde Guerre mondiale, discrédité comme bon nombre d'autres intellectuels ayant été liés au fascisme, il reste soutenu par les mouvements politiques catholiques de droite et publie plusieurs essais. Il collabore également jusqu'à sa mort au Corriere della Sera. Le poète et intellectuel Eugenio Montale, antifascistes de la première heure, a commenté de manière élogieuse le décès de l'écrivain florentin avec les mots suivants : « Une figure unique, irremplaçable, à qui nous devons tous quelque chose de nous-mêmes ». Quant à lui, Jorge Luis Borges dira des années plus tard : « Je soupçonne Papini d'avoir été injustement oublié ».

## La «confession» de Picasso
En 1952, Papini publie Il Libro Nero – Nuovo diario di Gog, un roman satirique qui est la suite de Gog, et qui contient des interviews imaginaires de personnages célèbres : Kafka, Tolstoi, Freud, Molotov, Hitler, Cervantes, Goethe, William Blake, Robert Browning…
Ce roman relate entre autres une « confession » du peintre Pablo Picasso :

« Du moment que l'art n'est plus l'aliment qui nourrit les meilleurs, l'artiste peut exercer son talent en toutes les tentatives de nouvelles formules, en tous les caprices de la fantaisie, en tous les expédients du charlatanisme intellectuel. Dans l'art, le peuple ne cherche plus consolation et exaltation, mais les raffinés, les riches, les oisifs, les distillateurs de quintessence cherchent le nouveau, l'étrange, l'original, l'extravagant, le scandaleux. Et moi-même, depuis le cubisme et au-delà, j'ai contenté ces maîtres et ces critiques, avec toutes les bizarreries changeantes qui me sont passées en tête, et moins ils le comprenaient et plus ils m'admiraient. À force de m'amuser à tous ces jeux, à toutes ces fariboles, à tous ces casse-tête, rébus et arabesques, je suis devenu célèbre et très rapidement. Et la célébrité signifie pour un peintre : ventes, gains, fortune, richesse. Et aujourd'hui, comme vous savez, je suis célèbre, je suis riche. Mais quand je suis seul à seul avec moi-même, je n'ai pas le courage de me considérer comme un artiste dans le sens grand et antique du mot. Ce furent de grands peintres que Giotto, le Titien, Rembrandt et Goya ; je suis seulement un amuseur public qui a compris son temps et a épuisé le mieux qu'il a pu l'imbécillité, la vanité, la cupidité de ses contemporains. C'est une amère confession que la mienne, plus douloureuse qu'elle ne peut sembler, mais elle a le mérite d'être sincère. »

L'historien de l'art Richard Dorment explique, dans une lettre au journal britannique The Spectator, que Franco puis l'OTAN auraient utilisé cet extrait, repris au premier degré par plusieurs journaux, afin d'entacher la réputation de l'artiste à cause de ses positions ouvertement communistes. Quelques années plus tard, en 1962, Picasso aurait demandé à son biographe Pierre Daix de mettre au jour la supercherie, ce qu'il aurait fait dans Les Lettres françaises. Le magazine Life a publié en 1969 un correctif à ce sujet.

## Œuvres choisies
- Histoire du Christ. Traduit de l'italien par Paul-Henri Michel. Paris, Payot & Cie, 1922. Réédité par les Éditions De Fallois, L'Âge d'Homme (2010), traduit de l'italien par Gérard Genot, préface de François Livi, Professeur à la Sorbonne.
- Le Crépuscule des philosophes : Kant, Hegel, Comte, Spencer, Nietzsche, Paris, Étienne Chiron, 1922.
- Le Démon m'a dit. Traduit de l'italien par Paul-Henri Michel. Paris, Payot, 1923.
- Un homme fini. Traduit de l'italien par Henry R. Chazel. Avec une introduction de Paul Guiton et un portrait de l'auteur. Paris, Librairie Académique Perrin, 1923.
- Saint Augustin. Traduit de l'italien par Paul-H. Michel. Paris, Plon (Le Roseau d'Or), 1930.
- Gog. Traduit de l'italien par René Patris. Paris, Flammarion, 1932.
- Dante vivant. Traduit de l'italien par Juliette Bertrand. Paris, Bernard Grasset, 1934.
- Les témoins de la passion. Sept légendes évangéliques. Traduit de l'italien par Fernand Hayward. Paris, Bernard Grasset, 1938.
- Visages découverts, suivi de : Le sac de l'ogre. Traduit de l'italien par Georges Petit. Paris, Éditions Charles Dessart, 1942.
- Lettres aux hommes du pape Célestin VI. Traduit de l'italien par Juliette Bertrand. Préface de Marcel Brion. Paris, Éditions du Pavois (Bibliothèque Internationale), 1948.
- Michel-Ange. Traduit de l'italien par Fernand Hayward. Paris, Flammarion, 1950.
- Le livre noir. Traduit de l'italien par Julien Luchaire. Paris, Flammarion, 1953.
- Le Diable. Traduit de l'italien par René Patris. Paris, Flammarion, 1954.
- La seconde naissance. Adapté de l'italien par Philippe Marceliaire. Préface de Daniel-Rops. Paris, Éditions du Centurion, 1962.
- La Vie de Personne, Paris, Allia, 2009, 48 p. (ISBN 9782844852984)
- Concerto fantastique : toutes les nouvelles. Éditions l'Âge d'Homme, 2010.
- Les Imbéciles  (trad. Sonia Broyart Fabienne Lesage), Paris, Allia, 2016, 48 p. (ISBN 9791030404296)

## Prix
En 1958, Papini recevra à titre posthume le Prix de la mémoire « La plume d'or ».

## Études
- Roberto Ridolfi, L'étonnant monsieur Papini. Traduit de l'italien par Marcelle Bourrette-Serre. Préface de Daniel-Rops. Paris, Librairie Arthème Fayard (Bibliothèque Ecclesia), 1959.
- Vintila Horia, Giovanni Papini. Paris, Wesmael-Charlier (Conversions Célèbres), 1963.
- Janvier Lovreglio, Une odyssée intellectuelle entre Dieu et Satan. Giovanni Papini (1881-1956). Tome 1 : L'homme. Tome 2 : La pensée. Tomes 3 & 4 : L'écrivain. Paris, Éditions P. Lethielleux, 1973-1975-1978-1981.
- Le 17 mars 1994, France Culture diffuse « Une vie une œuvre » consacrée à Giovanni Papini, produite par Catherine Soullard.
- Maria Pia De Paulis-Dalembert, Giovanni Papini : Culture et identité. Toulouse, Presses de l'Université du Mirail, 2007.